# Joseph Harris (wioślarz)
Joseph John "Joe" Harris (ur. 2 października 1912 w Hamilton, zm. 15 stycznia 1974 tamże) – kanadyjski wioślarz, brązowy medalista olimpijski.
Wystąpił na igrzyskach olimpijskich w Los Angeles w 1932, gdzie Kanadyjczycy w składzie: Earl Eastwood, Joseph Harris, Stanley Stanyar, Cedric Liddell ,Harry Fry, William Thoburn, Donald Boal, Albert Taylor i George MacDonald (sternik) zdobyli brązowy medal w ósemkach. W finale o 2,8 sekundy wyprzedziła ich osada Stanów Zjednoczonych, a o 2,6 sekundy Włosi. Na rozgrywanych cztery lata później igrzyskach olimpijskich w Berlinie w tej samej konkurencji Kanadyjczycy odpadli w półfinałach.
Karierę sportową zakończył w 1936.